# Gastronomia de la Rioja

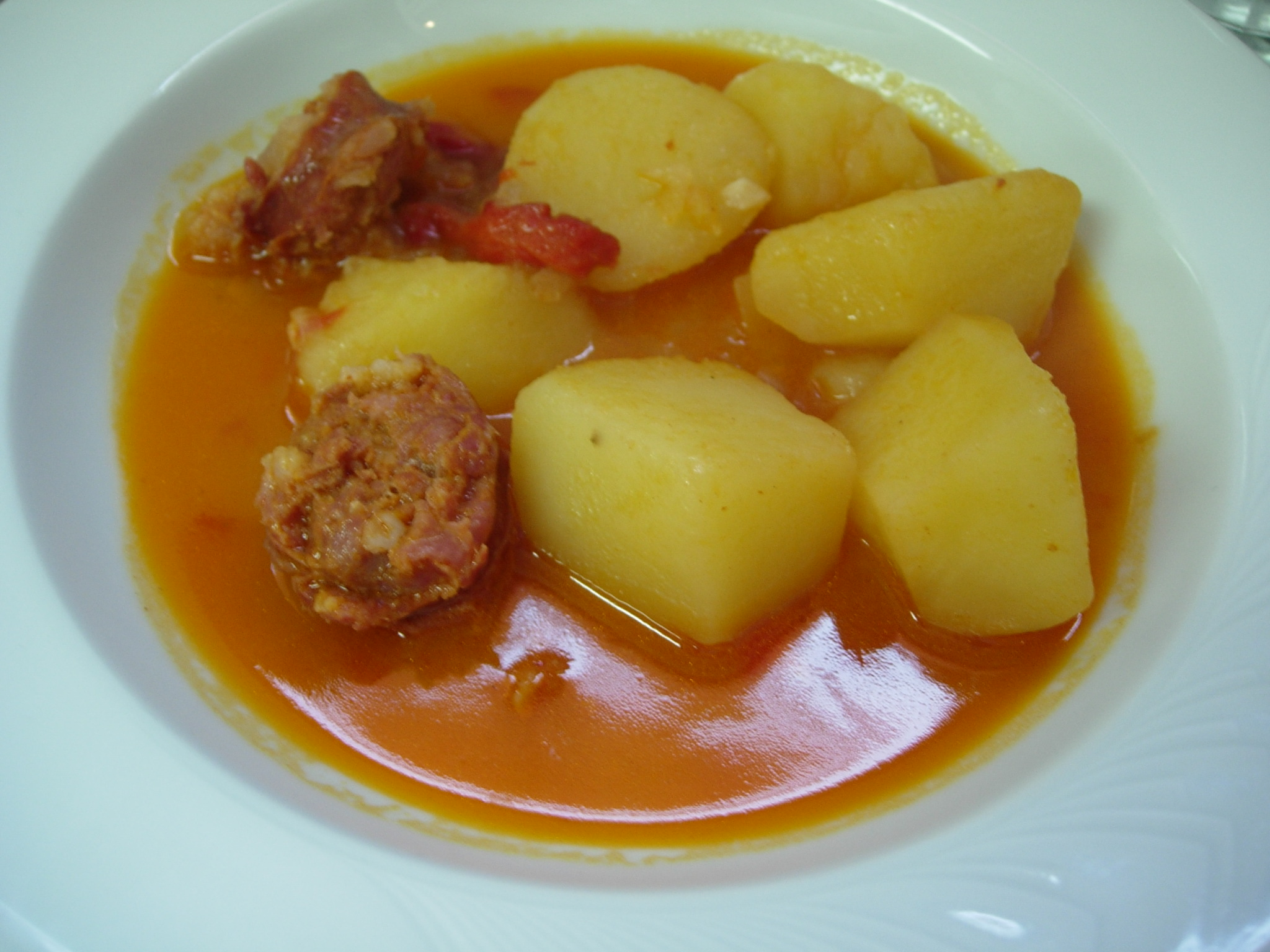
Patates a la riojana o patatas con chorizo.

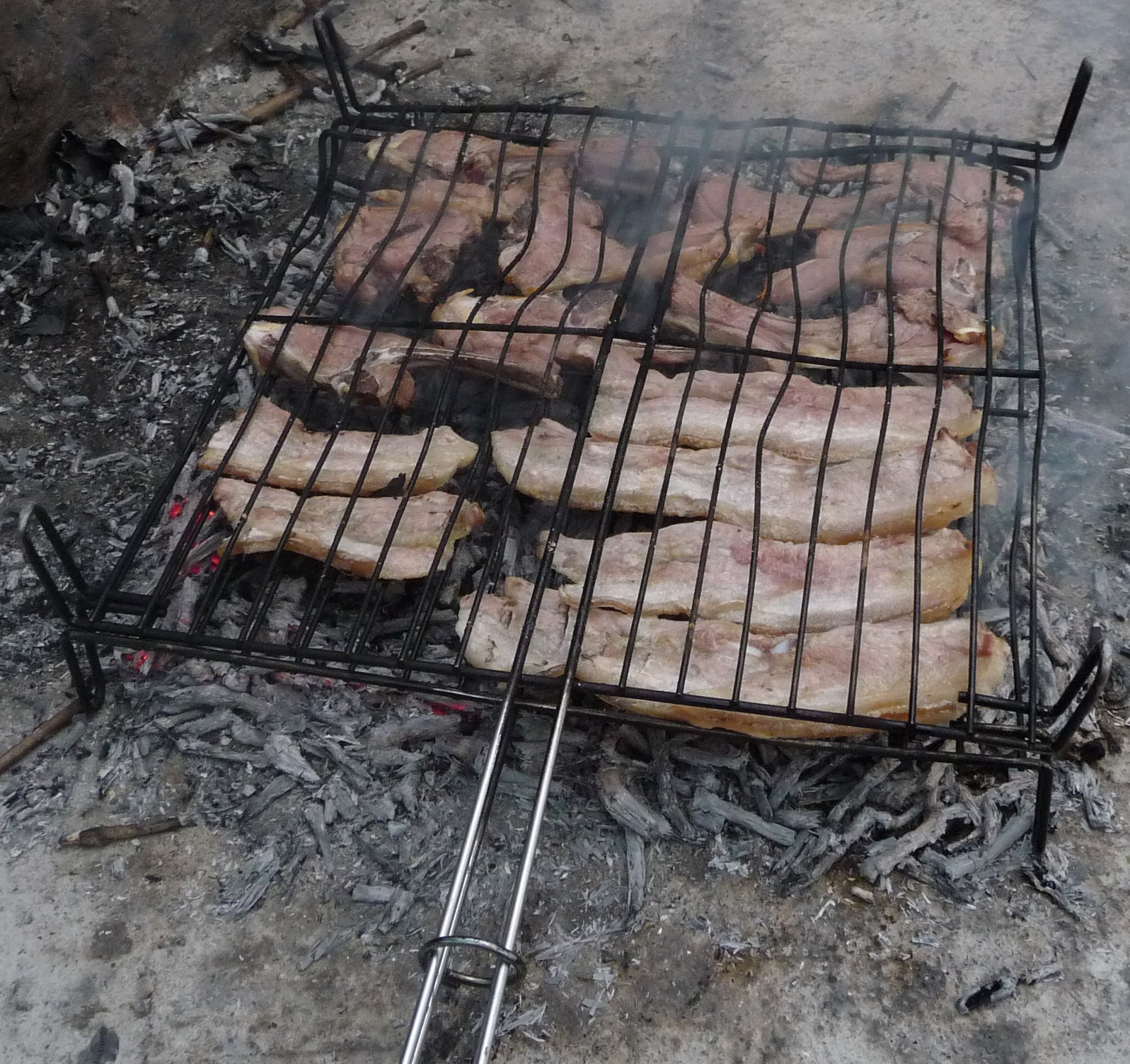
Xai a la brasa amb sarments molt popular a La Rioja.

La gastronomia de La Rioja té el vi com a element més identificatiu. És molt coneguda la seva producció de vi sota la Denominació d'Origen Qualificada Rioja. Essent la cuina menys coneguda internacionalment. La regió de La Rioja és travessada pel riu Ebre, depressió que origina una franja de terra fèrtil que permet abundants plantacions. Aquesta cuina està agermanada amb la cuina basca, la cuina navarresa i la cuina aragonesa.

## Ingredients i receptes

### Carn i peix
La carn és un dels ingredients més importants de la cuina riojana. Les preparacions més popular són les costelles cuites amb sarments, anomenades costillas al sarmiento, presents en diverses tradicions socials, el xai en caldereta, la asadura de xai a la riojana i els asados a la panadera. Entre els productes de porc trobem el picadillo de lomo, les tripes a la riojana, la pepitoria a la riojana i el Chorizo Riojano que gaudeix la distinció d'Indicació geogràfica protegida. De l'aviram en destaca el famós pollastre a la riojana (estofat amb oli, sal i pebre), les perdius escabetxades. Pel que a les preparacions amb peixos destaquen les truites a la riojana i el bacallà a la riojana.

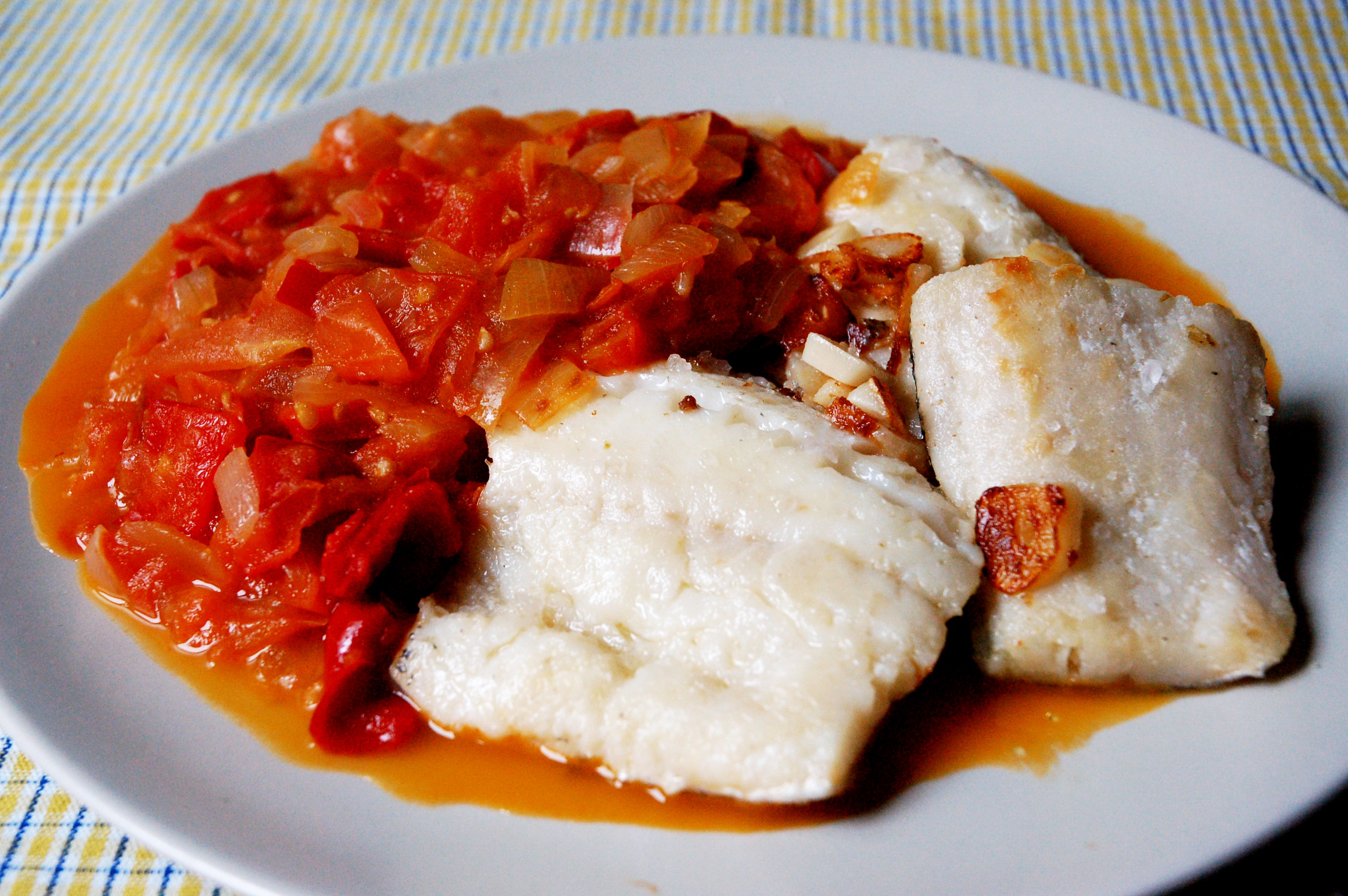
Bacallà a la riojana

### Verdures

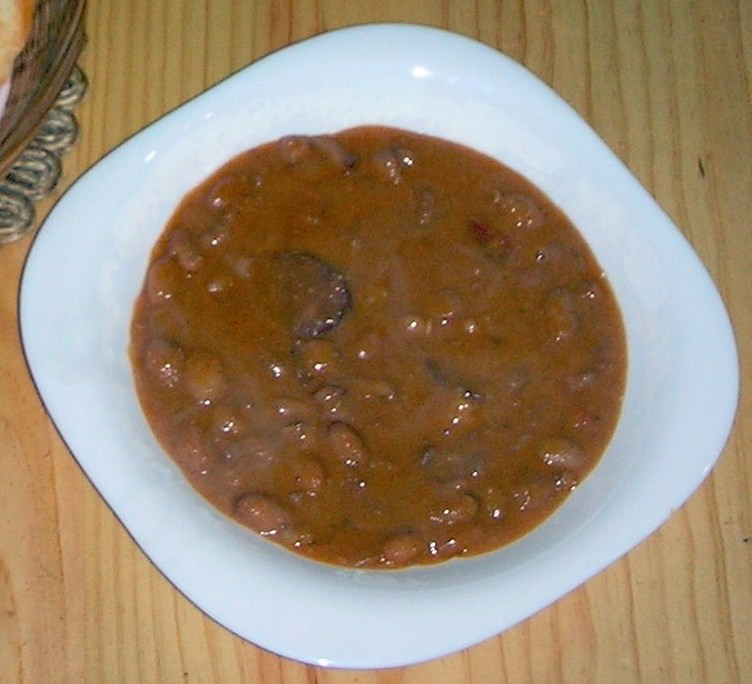
Plat de caparrones

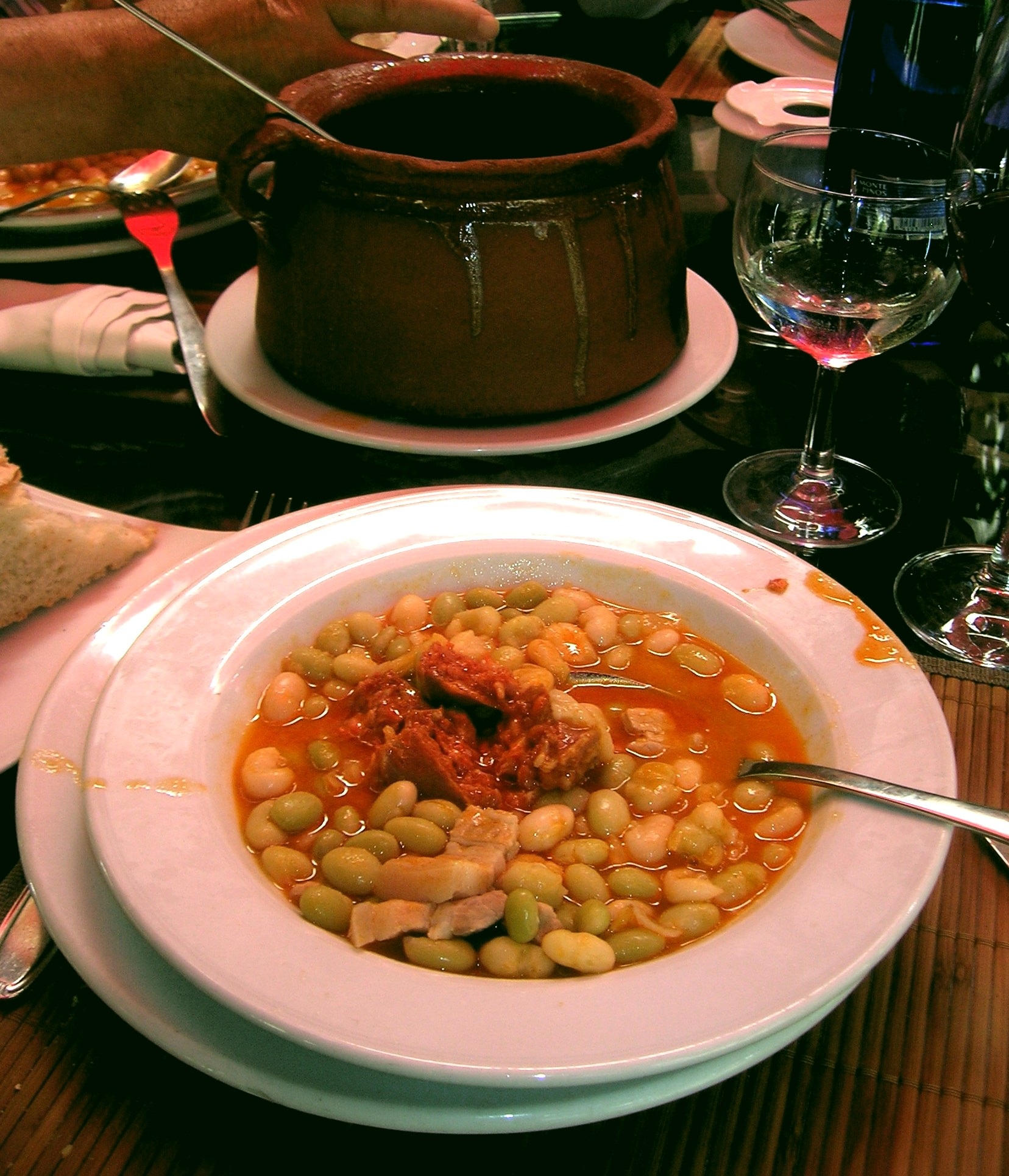
Pochas a la riojana

Un dels plats estrella de la regió de La Rioja són les patates a la riojana o patates amb xoriço, sense oblidar les sopes d'all, les sopas canas i les sopas de molinero (servida amb un vuelco d'un cocido). Entre els llegums trobem la varietat de les mongetes anomenades "pochas" (similars a les mongetes de desgranar), ingredient bàsic de les pochas blancas a la riojana. El caparrón pinto o caparrón, és el nom popular d'una varietat de mongeta vermella de llavor més curta i arrodonida del normal. És habitual trobar-la a la regió de La Rioja i en altres comarques veïnes. Per extensió s'anomena caparrones al cuinat preparat amb aquesta mongeta, essent un dels plats més importants de la gastronomia riojana. En la seva preparació no pot faltar el xoriço autòcton.
Són també dignes de menció els pebrots farcits (escalivats i farcits de carn picada i molles del pa), el pisto riojano i la menestra riojana). Pel que fa a les fruites regionals, destaquen les peres de Rincón de Soto, que és l'única denominació d'origen de peres d'Espanya. Amb les fruites es preparen diferents melmelades.

### Làctics i ous
Entre els productes làctics destaquen els formatges de Cameros elaborats amb llet de cabra amb denominació d'origen protegida des del 2009. I de les preparacions amb ou, cal mencionar la truita en salsa de Clavijo.

## Begudes

### Vi
El vi de La Rioja és un vi amb història i reconegut internacionalment. La majoria està certificat amb la Denominació d'Origen Qualificada Rioja. Les varietats de raïm utilitzades per la seva elaboració solen ser el tempranillo, el mazuelo, el graciano, la garnatxa, el viura (en català s'anomena macabeu) i la malvasia. Als vins negres i blancs cal afegir el vi claret que és típic de la regió.
El vi claret és un vi elaborat de forma similar al vi negre, realitzant la fermentació parcial de raïms negres i blancs Així s'obté un vi amb poc color.
La producció de vi és la indústria més reconeguda de la Rioja. Els seus vins lideren el mercat de vins amb denominació a Espanya, amb el 40,3% de les vendes totals.

### Zurracapote

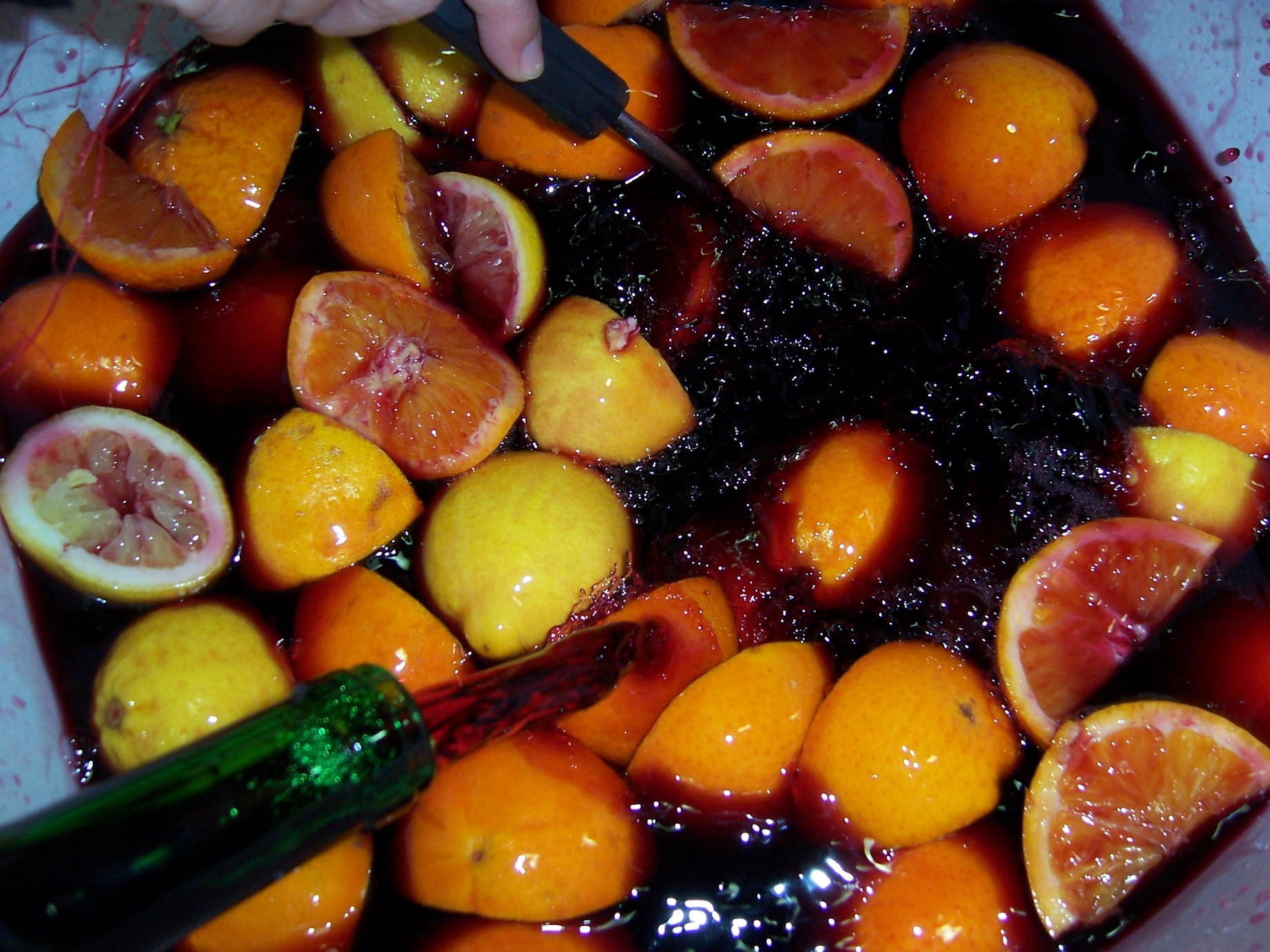
Preparant zurracapote.

El zurracapote (o zurra de forma abreviada) és una beguda típica de La Rioja i popular a la seva àrea d'influència. És una barreja amb la base de vi negre a on s'hi afegeix diferents fruites com ara el préssec, la taronja o llimones. Que es condimenta amb sucre i canella. I es deixa macerar diversos dies. En algunes variacions es cou la barreja en comptes de macerar-la per així accelerar el procés. El resultat és una beguda amb un contingut moderat d'alcohol. Similar a la sangria però normalment amb un gust més fort produït per la maceració.

### Patxaran

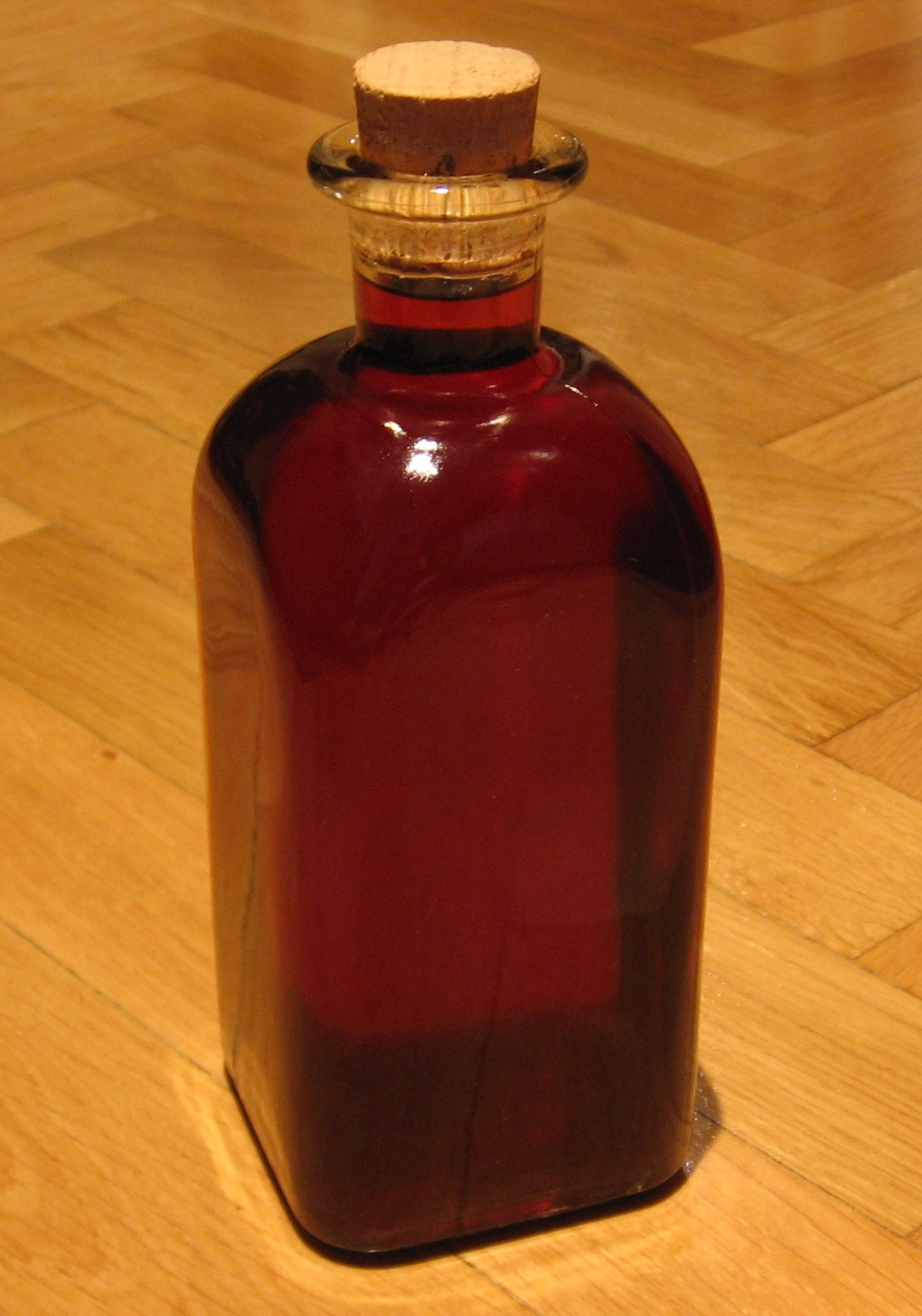
Una botella de patxaran casolà.

El patxaran és d'originari de Navarra, però molt popular a La Rioja. On existeixen diverses empreses dedicades a la seva elaboració. És una beguda alcohòlica obtinguda per maceració dels aranyons, els fruits de l'aranyoner (Prunus spinosa).

### Licor de Valvanera
És un licor realitzat en el Monestir de Valvanera (La Rioja). La recepta per elaborar-lo és un secret que només coneixen els monjos del monestir.

## Tradicions gastronòmiques
- Per Nadal és tradicional menjar cardo amb ametlles i xai.
- A totes les festes de La Rioja, i sobretot per Festes de Sant Mateo de Logronyo és típic elaborar i consumir zurracapote.[7]
- És molt típic el tapeo, sobretot a les zones del carrer Laurel i San Juan de Logronyo, i el carrer Herradura del municipi d'Haro.[8]
- Es realitzen nombroses festes relacionades amb la gastronomia, com per exemple la Fiesta del Pan y el Queso, el Festival del chorizo a Baños de Río Tobía, el Festival de la Alubia d'Anguiano, la Feria de la Nuez a Pedroso, las Jornadas de la Verdura de Calahorra, el Festival del pimiento riojano a Nájera, la Jornada de la pasa de ciruela claudia a Nalda, el Festival de la Pera a Rincón de Soto o San Mateo.

## Rebosteria oGolmajería
A la rebosteria, que a La Rioja anomenen golmajería, es té molt present l'ametlla. Fruit molt abundant a la regió sobretot a la zona de la Rioja Baixa. Els dolços amb major tradició són els fardelejos de Arnedo, el mazapán de Soto de Soto en Cameros, els rusos d'Alfaro, els rollos i manguitos de Cervera de Río Alhama, la camuesada o sosiega de la Comarca de Cervera de Río Alhama, els ahorcaditos i els molletes de Santo Domingo de la Calzada, el bodigo o harinosa d'Aguilar del Río Alhama i la barrilla de Calahorra.
Els ahorcaditos són uns dolços de pasta de full milfulles farcits de crema d'ametlla, amb forma de petxina amb una llarga tradició. Són l'únic dolç típic amb renom de Santo Domingo de la Calzada. Aquests dolços, creats i patentats pel pastisser calceatense José Alberto Hernando, es va difondre ràpidament i comercialitzat a tota La Rioja i al Camí de Sant Jaume.